# Павловський Станіслав Іванович
Станісла́в Іва́нович Павло́вський (рос. Станислав Иванович Павловский)(1770 р.н.) — дійсний статський радник (від 1818 року). Подільський цивільний губернатор у 1816—1822 роках (жив у Кам'янці-Подільському). Помер у 1822 р., пам'ять вшановувалася на засіданні Кам'янець-Подільського відділення Російського біблійного товариства 9 липня 1822 р. (див. Державний архів Хмельницької області, ф. 741, оп. 1, спр. 5, арк. 14зв.)